# Chris McGarry
Chris McGarry (Roselle, 19 agosto 1966) è un attore statunitense.

## Biografia
Nato a Roselle nel comune del New Jersey nel 1966, ha preso parte a molti episodi di serie televisive. In passato è stato anche attore di teatro a New York e a Chicago. Al cinema non ha fatto molte apparizioni, e tra queste è nota quella in cui ha interpretato Danny in Lawless.

## Filmografia

### Cinema
- Across The Universe, regia di Julie Taymor (2007)
- Unthinkable, regia di Gregor Jordan (2010)
- L'arte di vincere (Moneyball), regia di Bennett Miller (2011) - non accreditato
- Lawless, regia di John Hillcoat (2012)
- Seeds, regia di Owen Long (2018)
- La Soga 2, regia di Manny Perez (2021)
- The Murdaugh Murders, regia di Jason Winn (2023)

### Televisione
- Law & Order - Unità vittime speciali (Law & Order: Special Victims Unit) – serie TV, episodio 5x11 (2003)
- Law & Order - I due volti della giustizia (Law & Order) – serie TV, 4 episodi (2001-2005)
- I Soprano (The Sopranos) – serie TV, 2 episodi (2006)
- Kidnapped – serie TV, episodio 1x04 (2006)
- The Unit – serie TV, episodio 3x08 (2007)
- Senza traccia (Without a Trace) – serie TV, episodio 6x16 (2008)
- Boston Legal – serie TV, episodio 5x13 (2008)
- Numb3rs – serie TV, episodio 5x12 (2009)
- Lie To Me – serie TV, episodio 1x09 (2009)
- Medium – serie TV, episodio 6x02 (2009)
- Detective Monk (Monk) – serie TV, episodio 8x14 (2009)
- Cold Case - Delitti irrisolti (Cold Case) – serie TV, episodio 7x11 (2010)
- 24 – serie TV, episodio 8x13 (2010)
- CSI - Scena del Crimine (CSI: Crime Scene Investigation) – serie TV, episodio 10x21 (2010)
- Mad Men – serie TV, episodio 4x01 (2010)
- The Defenders – serie TV, episodio 1x04 (2010)
- CSI: Miami – serie TV, episodio 9x14 (2011)
- Big Love – serie TV, 3 episodi (2011)
- Hawaii Five-0 – serie TV, episodio 2x18 (2012)
- Awake – serie TV, 4 episodi (2012)
- Private Practice – serie TV, episodio 5x20 (2012)
- Criminal Minds – serie TV, episodio 8x04 (2012)
- NCIS - Unità anticrimine (NCIS) – serie TV, 2 episodi (2012)
- American Horror Story – serie TV, episodio 2x08 (2012)
- Vegas – serie TV, episodio 1x19 (2013)
- Grey's Anatomy – serie TV, episodio 9x22 (2013)
- Terapia d'urto (Necessary Roughness) – serie TV, episodio 3x7 (2013)
- Lucky 7 – serie TV,  4 episodi (2013)
- Bones – serie TV, episodio 9x21 (2014)
- Elementary – serie TV, episodio 3x02 (2014)
- Happyish – serie TV (2015)
- House Of Lies – serie TV, episodio 4x10 (2015)
- Casual – serie TV, episodio 1x05 (2015)
- NCIS: New Orleans – serie TV, episodio 2x15 (2016)
- The Good Fight – serie TV, episodio 1x09 (2017)
- NCIS: Los Angeles – serie TV, episodio 9x04 (2017)
- The Fosters – serie TV, 5 episodi (2018)
- Lethal Weapon – serie TV, episodio 2x15 (2018)
- Barry – serie TV, 3 episodi (2019)
- Lucifer – serie TV, episodio 4x04 (2019)
- Chicago Fire – serie TV, episodio 9x11 (2021)
- The Resident – serie TV, episodio 5x01 (2021)
- NCIS: Hawai'i – serie TV, episodio 1x02 (2021)

## Doppiatori italiani
Nelle versioni in italiano delle opere in cui ha recitato, Chris McGarry è stato doppiato da:
- Roberto Certomà in Lawless, Awake
- Massimo Bitossi in CSI - Scena del crimine, Grey's Anatomy
- Francesco Bulckaen in Senza traccia
- Francesco Prando in Cold Case - Delitti irrisolti
- Franco Mannella in 24
- Paolo Marchese in Mad Men
- Edoardo Siravo in CSI: Miami
- Massimiliano Plinio in Hawaii Five-0
- Gianluca Machelli in Criminal Minds
- Stefano Valli in Private Practice
- Luigi Ferraro in NCIS - Unità anticrimine
- Fabrizio Russotto in Bones
- Alessio Cigliano in Elementary
- Alessandro Budroni in NCIS: New Orleans
- Fabrizio Picconi in The Good Fight
- Valerio Sacco in NCIS: Los Angeles
- Daniele Valenti in The Fosters
- Fabrizio Manfredi in Barry
- Sergio Lucchetti in Lucifer
- Mino Caprio in The Resident
- Antonio Palumbo in NCIS: Hawaiʻi